# Zilla (animal)
Zilla es un género de arañas araneomorfas de la familia Araneidae. Se encuentra en  Eurasia.

## Lista de especies
Según The World Spider Catalog 12.0:
- Zilla conica Yin, Wang & Zhang, 1987
- Zilla crownia Yin, Xie & Bao, 1996
- Zilla diodia (Walckenaer, 1802)
- Zilla globosa Saha & Raychaudhuri, 2004
- Zilla qinghaiensis Hu, 2001
- †Zilla gracilis C. L. Koch & Berendt, 1854
- †Zilla porrecta C. L. Koch & Berendt, 1854
- †Zilla veterana C. L. Koch & Berendt, 1854